# Ключково
Ключково (пол. Kluczkowo) — село в Польщі, у гміні Свідвин Свідвинського повіту Західнопоморського воєводства.
Населення — 258 осіб (2011).
У 1975-1998 роках село належало до Щецинського воєводства.

## Демографія
Демографічна структура станом на 31 березня 2011 року:
|          | Загалом | Допрацездатний вік | Працездатний вік | Постпрацездатний вік |
| -------- | ------- | ------------------ | ---------------- | -------------------- |
| Чоловіки | 131     | 41                 | 83               | 7                    |
| Жінки    | 127     | 41                 | 74               | 12                   |
| Разом    | 258     | 82                 | 157              | 19                   |